# Danilo Pudgar
Danilo Pudgar, né le 3 mai 1952 à Črna na Koroškem, est un ancien sauteur à ski yougoslave d'origine slovène.
Il a terminé huitième à l'épreuve du grand tremplin de Saut à ski aux Jeux olympiques de 1972.

## Palmarès

### Jeux Olympiques
| Épreuve / Édition | Sapporo 1972 |
| Petit Tremplin    | 27e          |
| Grand Tremplin    | 8e           |